# برايان هيل (لاعب كرة قدم بريطاني)
برايان هيل (بالإنجليزية: Brian Hill)‏ (15 ديسمبر 1942 في المملكة المتحدة - ) هو لاعب كرة قدم بريطاني في مركز الوسط. لعب مع بلاكبيرن روفرز وغريمسبي تاون ونادي توركي يونايتد وهدرسفيلد تاون ونادي بوسطن يونايتد.